# 长背鱼
长背鱼（学名：Pterothrissus gissu）为狐鰮科长背鱼属的鱼类。分布于日本海、日本北海道函馆以南各海区以及东海较深海区等。该物种的模式产地在日本东京外海。